# Джохансен, Райан
Ра́йан Джоха́нсен (англ. Ryan Johansen; 31 июля 1992, Ванкувер, Британская Колумбия, Канада) — канадский хоккеист, центральный нападающий системы клуба НХЛ «Филадельфия Флайерз». Серебряный призёр молодёжного чемпионата мира 2011 года.

## Игровая карьера

### Юниорская карьера

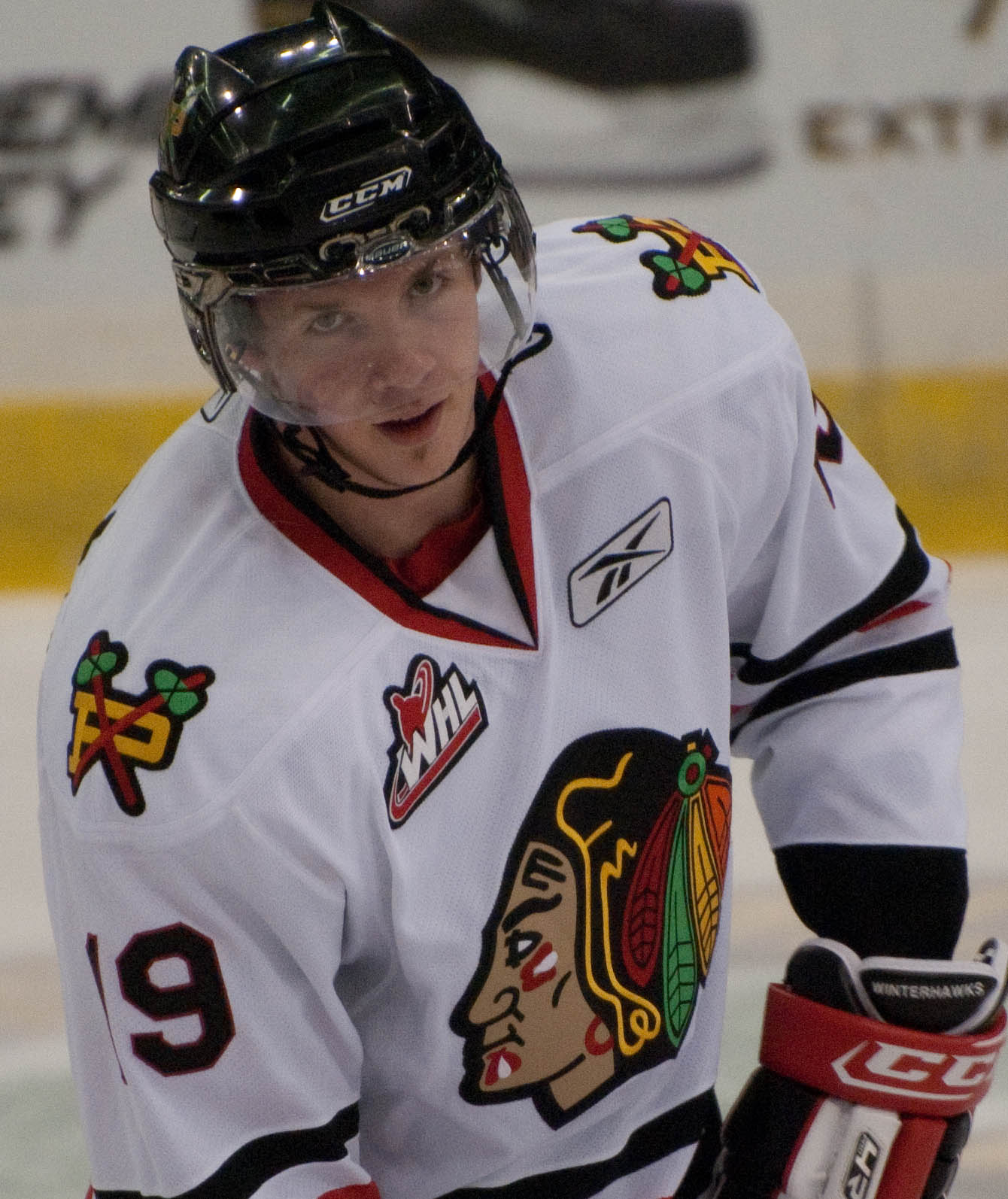
Райан Джохансен в игре за «Портленд Уинтерхокс»

Райан Джохансен был задрафтован командой «Портленд Уинтерхокс» из Западной хоккейной лиги (WHL) под общим 150-м номером на драфте в 2007 году. Райан получил спортивную стипендию чтобы учиться в Северо-восточном университете и соответственно играть за университетскую команду, однако от сделанного предложения он отказался и решил играть за команду «Пентиктон Виз», выступающей в Хоккейной Лиге Британской Колумбии (англ. British Columbia Hockey League).
Руководство «Портленд Уинтерхокс», уверенное в способностях молодого хоккеиста, уговаривает Джохансена оставить учёбу и присоединиться к команде в сезоне 2009/10. В Портленде партнёрами по команде Джохансена стали Нино Нидеррайтер и Брэд Росс. В своём первом сезоне в WHL Райан провёл на льду 71 игру, в которых забросил 29 шайб и отдал 40 результативных передач. Итоговые заработанные 69 очков позволили Джохансену занять второе место (вслед за Кевином Коннаутоном) среди новичков по набранным очкам в лиге . Через год, в своём последнем сезоне в ЗХЛ, Райан помог «Уинтерхокс» выйти во второй раунд плей-офф. В 13 играх плей-офф сезона 2010/11 он набрал 18 очков, показав девятый результат в лиге и первый среди новичков.

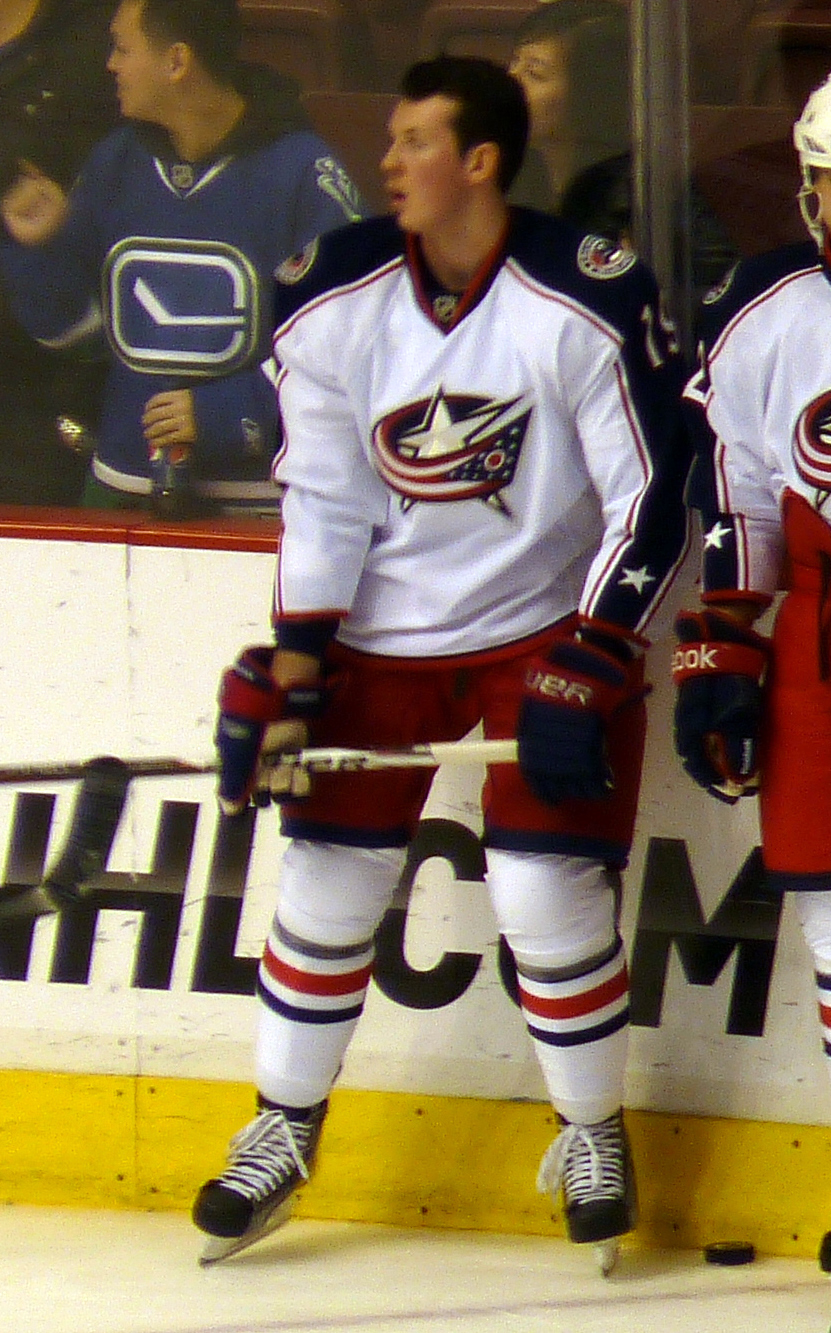
Джохансен в 2011 году

Тренер Джохансена неоднократно заявлял, что мастерство и способности молодого хоккеиста недооценены. Однако скауты Центрального скаутского бюро НХЛ всё же смогли в полной мере увидеть весь потенциал Джохансена и оценить его скорость и способность видения льда. А сам Райан по ходу сезона 2009/10 быстро поднялся в рейтинге среди северо-американских новичков, которые должны были выбираться на драфте 2010 года, составленным Центральным скаутским бюро НХЛ. Райна часто сравнивали с центрфорвардом «Оттава Сенаторз» Джейсоном Спецца, однако сам Райан говорил, что его стиль игры больше похож на Джо Торнтона из «Сан-Хосе Шаркс».

### Карьера в НХЛ

#### Коламбус Блю Джекетс (2011—2016)
На драфте 2010 года Райана выбирает в 1 раунде под общим 4-м номером клуб «Коламбус Блю Джекетс». 9 сентября 2010 года молодой хоккеист подписывает с «Синими Жакетами» трёхлетний контракт , базовый оклад по которому составляет 900 тыс. долл. с возможностью увеличения зарплаты за различные бонусы до 1,975 млн долл. в год. После сборов в тренировочном лагере, Джохансен не смог закрепиться в основном составе «Блю Джекетс» и был вынужден отправиться играть за «Портленд Уинтерхокс», обратно в ЗХЛ, где и провёл весь сезон.
Дебют Джохансена в НХЛ состоялся 7 октября 2011 года. Райан провёл на льду 8 мин. 46 сек. а его команда проиграла «Нэшвилл Предаторз» со счётом 2-3. Своё первое очко в НХЛ заработал 22 октября 2011 года в матче против «Оттава Сенаторз», приняв участие в комбинации, которую завершил Крис Расселл. А свою первую шайбу Райан забросил три дня спустя в ворота Тая Конклина в матче против «Детройт Ред Уингз». На старте сезона после 9 проведённых игр в активе Джохансена были 2 шайбы и 2 результативные передачи. Главный тренер «Синих Жакетов» Скотт Арниел заверил молодого хоккеиста, что Райан останется игроком основного состава «Блю Джекетс». В итоге в сезоне 2011-12 Джохансен провёл на льду за «Коламбус» 67 матчей в которых набрал 21 очко. Во время локаута в НХЛ в сезоне 2012-13 играл за фарм-клуб «Синих Жакетов» - «Спрингфилд Фэлконс». 24 февраля 2013 года Райан был вызван из фарм-клуба в основной состав «Блю Джекетс», за которых сыграл 40 матчей в укороченном из-за локауте сезоне.
В сезоне 2013/14 Джохансен стал настоящим открытием в своей команде. В рамках регулярного сезона Райан провёл на льду в составе «Синих Жакетов» все 82 матча в которых записал в свой актив 33 шайбы и 30 результативных передач, тем самым внеся большой вклад, в попадание «Коламбус Блю Джекетс» в розыгрыш плей-офф Кубка Стэнли 2014 (второй раз в истории команды). Соперниками «Коламбуса» по первому раунду плей-офф стали игроки «Питтсбург Пингвинз». Джохансен забросил свою первую шайбу в рамках плей-офф 19 апреля 2014 года, поразив в большинстве, точным броском ворота Марка-Андре Флёри, во втором матче серии. Однако пройти дальше первого раунда «Блю Джекетс» не смогли, уступив «Пингвинз» в шестиматчевой серии. А сам Райан в 6 играх записал на свой бомбардирский счёт 6 очков.
В этом же году подписал новый 3-летний контракт с «Коламбусом» на $ 12 млн до конца сезона 2016/17.
В 2015 году участвовал в Матче всех звёзд НХЛ, где был признан MVP.

#### Нэшвилл Предаторз (2016—2023)
6 января 2016 года был обменян в «Нэшвилл Предаторз» на защитника Сета Джонса. В первом же своём матче в составе нового клуба против «Колорадо Эвеланш» забил гол и отдал результативную передачу.
В первый полный сезон в составе «Нэшвилла» стал лучшим бомбардиром команды. «Хищники» дошли до финала Кубка Стэнли, но уступили «Питтсбург Пингвинз» в 6 матчах. Сам Джохансен получил травму в финале конференции против «Анахайм Дакс» и не сыграл в финале. До травмы являлся лучшим бомбардиром команды в плей-офф, набрав 13 очков.
Летом 2017 года заключил с «Нэшвиллом» 8-летний контракт на общую сумму $ 64 млн. Эта сделка стала самой крупной в истории «хищников» на тот момент.
В сезоне 2017/18 играл в звене с Филипом Форсбергом и Виктором Арвидссоном и помог «Предаторз» впервые в истории завоевать Президентский кубок, набрав 54 очка. В плей-офф зарабатывал более очка за игру, но «Нэшвилл» проиграл во 2-м раунде семиматчевую серию второй команде регулярного чемпионата — «Виннипегу Джетс».
В сезоне 2018/19 Райан стал лучшим бомбардиром клуба, набрав в 80-и матчах 64 (14+50) очков. Однако в плей-офф сыграл неудачно, набрав лишь 2 (1+1) очка в 6-и матчах, а «хищники» проиграли серию в 6-и матчах «Даллас Старз».
В сезоне 2019/20 канадец резко деградировал и набрал лишь 36 (14+22) очка в 68-и матчах, но смог отметиться 5 (1+4) очками в 4-х матчах квалификационного раунда против «Аризоны Койотис», которую «Нэшвилл» вновь проиграл.
В сезоне 2020/21 стал лишь 8-м бомбардиров среди игроков «Предаторз», продемонстрировав худший результат с сезона 2012/13, набрав в 48-и матчах 24 (8+16) очка. Однако в плей-офф он стал лучшим снайпером команды, забив 3 гола и отдав одну передачу.
В сезонн 2021/22 Джохансен смог реабилитироваться, начав его удачно, имея в своём активе 22 очка уже за 25 встреч сезона, а по его окончании набрал 63 (26+37) очка.
По ходу сезона 2022/23 канадец получил травму правой ноги, после того как Куинн Хьюз задел его ахилл коньком в падении, из-за чего пропустил завершение сезона.

#### Колорадо Эвеланш и Филадельфия Флайерз
По окончании сезона был обменян с 50 % удержанием кэпхита в «Колорадо Эвеланш» на истекающий контракт Алекса Гальченюка, который не был подписан «Нэшвиллом». Джохансен должен был играть роль второго центра команды, однако его результаты продолжали регрессировать, а игровое время постепенно снижалось. В сезоне 2023/24 провёл 63 матча за «лавин», имея в своём активе лишь 23 (13+10) очка, при показателе полезности «-6», что было худшим в команде. Перед дедлайном, 6 марта 2024 года вместе с пиком первого раунда драфта-2025 и пиком пятого раунда-2026, Джохансен был обменян на защитника Шона Уолкера в «Филадельфию Флайерз» , которые тут же выставили его на драфт отказов, с которого его никто не забрал.

## Международные турниры
Принимал участие в составе сборной Канады на молодёжном чемпионате мира 2011 года, который проходил в США. В своём первом матче на турнире против сборной России забросил шайбу, тем самым, внеся вклад, в победу канадцев со счётом 5:3. В четвертьфинале против Швейцарии, он был признан лучшим игроком матча, забив свой второй гол на турнире. Райан забросил ещё одну шайбу в полуфинале против США. В финале чемпионата канадцы, проиграли сборной России со счётом 3:5, хотя выигрывали по ходу матча со счётом 3:0. На турнире Джохансен забросил 3 шайбы, отдал 6 результативных передач, заработав в общей сложности 9 очков, и вошёл в символическую сборную чемпионата.

## Личная жизнь
Джохансен родился в семье Рэндалла и Розалинды Джохансен.  У него есть младший брат Лукас, который в настоящее время играет в системе «Вашингтон Кэпиталз», которым он был выбран на Драфте-2016 в первом раунде под 28-м номером. Райан свои первые годы занимался хоккеем в Ванкувере, пока его семья не переехала в Порт-Муди.

## Статистика
| Легенда | Легенда                    | Легенда | Легенда                   | Легенда | Легенда    |
| ------- | -------------------------- | ------- | ------------------------- | ------- | ---------- |
| И       | Количество проведённых игр | Штр     | Штрафное время            | +/−     | Плюс-минус |
| Г       | Голы                       | П       | Голевые передачи          | О       | Очки       |
| -       | Статистика неизвестна      | —       | Статистика не учитывалась |         |            |

## Награды и достижения
| Награда                                           | Год  |
| ------------------------------------------------- | ---- |
| Символическая сборная молодёжного чемпионата мира | 2011 |
| Участник Матча всех звёзд НХЛ                     | 2015 |